# Unione delle comunità e organizzazioni islamiche in Italia
L'Unione delle comunità e organizzazioni islamiche in Italia (abbreviato in UCOII) è un'associazione islamica italiana. Essa riunisce 153 associazioni sia territoriali che di settore e gestisce circa 80 moschee e 300 luoghi di culto non ufficiali.

## Storia
Fondata ad Ancona nel 1990 per iniziativa di membri del Centro culturale islamico di Milano e Lombardia, l'organizzazione nasce dalla fusione di diverse componenti, tra cui quella siriana e palestinese degli ex studenti dell'Unione degli studenti musulmani in Italia (USMI), vicini ai Fratelli Musulmani,  assieme ad altri dirigenti provenienti da diverse esperienze, come ad esempio quella delle donne musulmane del collettivo Islam donne o quella di Hamza Roberto Piccardo, ex militante di Autonomia Operaia convertito alla religione islamica, direttore della casa editrice Al Hikma (che in arabo significa "La saggezza").
L'UCOII nasce con l'intenzione statutaria di fornire alla comunità e ai musulmani orientamento e servizi: unicità di rappresentanza di fronte alle istituzioni dello Stato; orientamento tecnico legale e amministrativo; organizzazione di attività e mediazioni culturali; convegni, congressi e campeggi; raccolta e distribuzione di informazioni; attività sociali e umanitarie; produzione e distribuzione di materiali stampati e audio-visivi; studio ed elaborazione di programmi e proposte generali nei settori dell'istruzione tradizionale, tecnica e della formazione professionale.
L'UCOII si pone da subito come principale rappresentazione organizzata dell'"Islam delle moschee" sunnita, radicato sul territorio italiano e non dipendente dalle ambasciate o da governi di paesi a maggioranza musulmana, e si candida a rappresentare la comunità musulmana tramite un'Intesa istituzionale. All'intesa tra l'UCOII e lo Stato si oppongono i rappresentanti dell'"Islam degli stati", a partire dalla Moschea di Roma (Centro Culturale Islamico d'Italia) sostenuto dall'Arabia Saudita, oltre che dal Marocco.
L'UCOII negli anni '90 patrocina la traduzione del Corano in lingua italiana (quattro edizioni, oltre cinquantamila copie) e fa da referente ultimo ad oltre 122 associazioni territoriali o di settore che svolgono attività di ordine sociale, assistenziale, di informazione e mediazione istituzionale, oltre che a circa 80 moschee e innumerevoli sale di preghiera, verso la costruzione di un Islam italiano. Secondo Andrea Pacini (2000), tra le moschee facenti capo all'UCOII  “numerose sono quelle i cui dirigenti in qualche modo si ispirano all’ideologia dei Fratelli Musulmani”.
Inizialmente la presidenza dell'UCOII è stata assunta da Nour Dachan, molti anni fa leader della componente siriana dei Fratelli Musulmani, e la segreteria da Ali Abu Shwaima, leader di quella palestinese, mentre Hamza Roberto Piccardo ha ricoperto la carica di segretario nazionale. Nel frattempo alcuni dirigenti storici hanno lasciato l’UCOII in dissenso con la linea associativa e operano come attivisti indipendenti: così Federico Alì Schuetz, già animatore del Fondaco dei Mori di Milano, oggi chiuso.
Nel 1998, in vista di una possibile Intesa con lo Stato, l'UCOII apre all'"Islam degli stati" e assieme alla Moschea di Roma (legata ad Arabia Saudita e Marocco) e alla sezione italiana della Lega Musulmana Mondiale (ONG saudita con sede alla Mecca) annuncia la creazione di un Consiglio Islamico d'Italia, guidato da dieci cittadini italiani, di cui cinque nominati dall'UCOII e cinque dalle altre due organizzazioni.
Nel corso degli anni si è formata una nuova generazione di dirigenti UCOII, tra cui alcuni musulmani italiani come Patrizia Khadigia Del Monte, collaboratrice del sito Islam Online e vicepresidente dell'UCOII, Ahmad Alessandro Paolantoni, e il nuovo presidente il palestinese Ezzedine El Zir, imam di Firenze. Si sono aggiunti anche a livello locale musulmani che non hanno mai avuto esperienze politiche precedenti nei paesi arabi e che vengono dal cristianesimo o da altre religioni. Il cambiamento generazionale è stato positivo per l'immagine dell'UCOII, che ha anche cominciato ad avviare il dialogo con la comunità ebraica e con istituzioni locali e nazionali.
L'UCOII ha fatto parte della prima Consulta per l'islam italiano di Pisanu e Amato (2005), nel cui quadro ha firmato la Carta dei valori della cittadinanza e dell'integrazione (2007), mentre è stata esclusa dal Comitato per l'Islam italiano di Maroni (2016). L'UCOII è quindi rientrata a far parte del Consiglio per le relazioni con l’Islam di Alfano e Minniti (2016), firmando nel febbraio 2017 il Patto Nazionale per un Islam italiano, impegnandosi così a bandire ogni forma di radicalismo religioso, a garantire un'integrazione concreta nel contesto istituzionale italiano (compreso l’utilizzo della lingua italiana a partire dai sermoni del venerdì) e soprattutto ad “assicurare massima trasparenza nella gestione e documentazione dei finanziamenti, ricevuti, dall’Italia o dall’estero, da destinare alla costruzione e alla gestione di moschee e luoghi di preghiera”.
L'UCOII è la principale associazione italiana beneficiaria della Qatar Charity, fondazione del fondo sovrano del Qatar, che ha impegnato 25 milioni di euro in tre anni per la costruzione di 43 moschee, tra cui la moschea di Ravenna, moschea di Catania, Piacenza, moschea di Colle di Val d'Elsa, Vicenza, Saronno, Mirandola e per l'acquisto di un edificio nel quartiere romano di Centocelle da adibire a moschea per 800 fedeli (mai realizzato), in alternativa alla moschea di Roma finanziata prevalentemente dai sauditi.

## Associazioni affiliate
Fanno riferimento all'UCOII:
- Associazione Cultura e Educazione Islamica in Italia (ACEII), dal 2005 Alleanza dei Musulmani in Italia,
- l'Associazione Donne Musulmane in Italia (ADMI)
- i Giovani Musulmani d’Italia (GMI), in progressiva maggiore autonomia
- l'Associazione degli Imam e delle guide religiose in Italia (Imam Italia, San Giovanni in Lupatoto)
- al Waqf al Islami fi Italia, ente di gestione dei beni islamici
- il Centro Islamico di Milano e Lombardia presso la moschea di Segrate, animato da ‘Abdur-Rahman Rosario Pasquini, che gestisce le Edizioni del Càlamo e la rivista Il Messaggero dell’Islam

## Controversie
Fra le moschee della UCOII numerose sono quelle i cui dirigenti in qualche modo si ispirano all'ideologia dei Fratelli Musulmani, e per tali legami l'associazione è stata aspramente contestata. A sua volta l'associazione sostiene che tale legame è limitato alla militanza di alcuni suoi dirigenti nei rispettivi paesi d'origine, in periodi ormai remoti nel tempo, e che l'UCOII attuale fa piuttosto riferimento al Consiglio Europeo della Fatwa (organismo che è a sua volta accusato di essere vicino ai Fratelli Musulmani) e a ʿulamāʾ, come il Muftī d'Egitto Ali Goma, all'Islam europeo, a Ṭāriq Ramaḍān, alle elaborazioni delle femministe islamiche, agli scritti degli affiliati italiani e al lavoro giovanile e studentesco.
Nell'estate 2006 l'UCOII acquistò alcune inserzioni a pagamento su diversi quotidiani italiani, in cui paragonò il bombardamento su Gaza alla strage di Marzabotto. A seguito di tale annuncio i senatori di Forza Italia Lucio Malan e Giorgio Stracquadanio hanno sporto denuncia presso la Procura della Repubblica di Roma per istigazione all'odio razziale.
Da queste accuse sia il presidente UCOII Dachan che il segretario Piccardo sono stati prosciolti in due diversi procedimenti penali: in istruttoria a Bologna e davanti al tribunale di Roma, che ha disposto non luogo a procedere con la motivazione che "il fatto non sussiste". A seguito di tale polemica l'UCOII è inoltre uscita dalla Consulta islamica del Ministero degli interni. 
L'associazione al-Wakf al-Islami fi Italia, affiliata all'UCOII, è stata accusata da altre associazioni islamiche di essere lo strumento dell'UCOII per ottenere il controllo politico sulle moschee e centri culturali islamici in Italia.

## Organigramma
- Yassine Lafram - Presidente nazionale
- Nadia Bouzekri - Primo vice presidente; comunicazione
- Yassine Baradai - Segretario nazionale
- Kamel Layachi - Servizi e consulenze
- Abdelhafid Kheit - Secondo vice presidente; Rapporti istituzionali e PR
- Amina Dachan - Cultura e formazione
- Moustapha Batzami - Dialogo interreligioso
- Mohamed Ibrahim - Rapporto con le organizzazioni islamiche nazionali
- Izzeddin Elzir - consigliere
- Sami Trabelsi - consigliere